# Fran Jeran
Fran Jeran, slovenski matematik, * 5. oktober 1881, Ljubljana, † 31. maj 1954. 
Jeran je bil dolgoletni profesor matematike in opisne geometrije na ljubljanski realki, tudi njen ravnatelj. Veljal je za dobrega metodika. Sam ali z drugimi je napisal številne srednješolske učbenike. Njegovo najbolj znano delo je Osnovni pojmi opisne geometrije (1920).